# Jüdischer Friedhof (Jarosław)

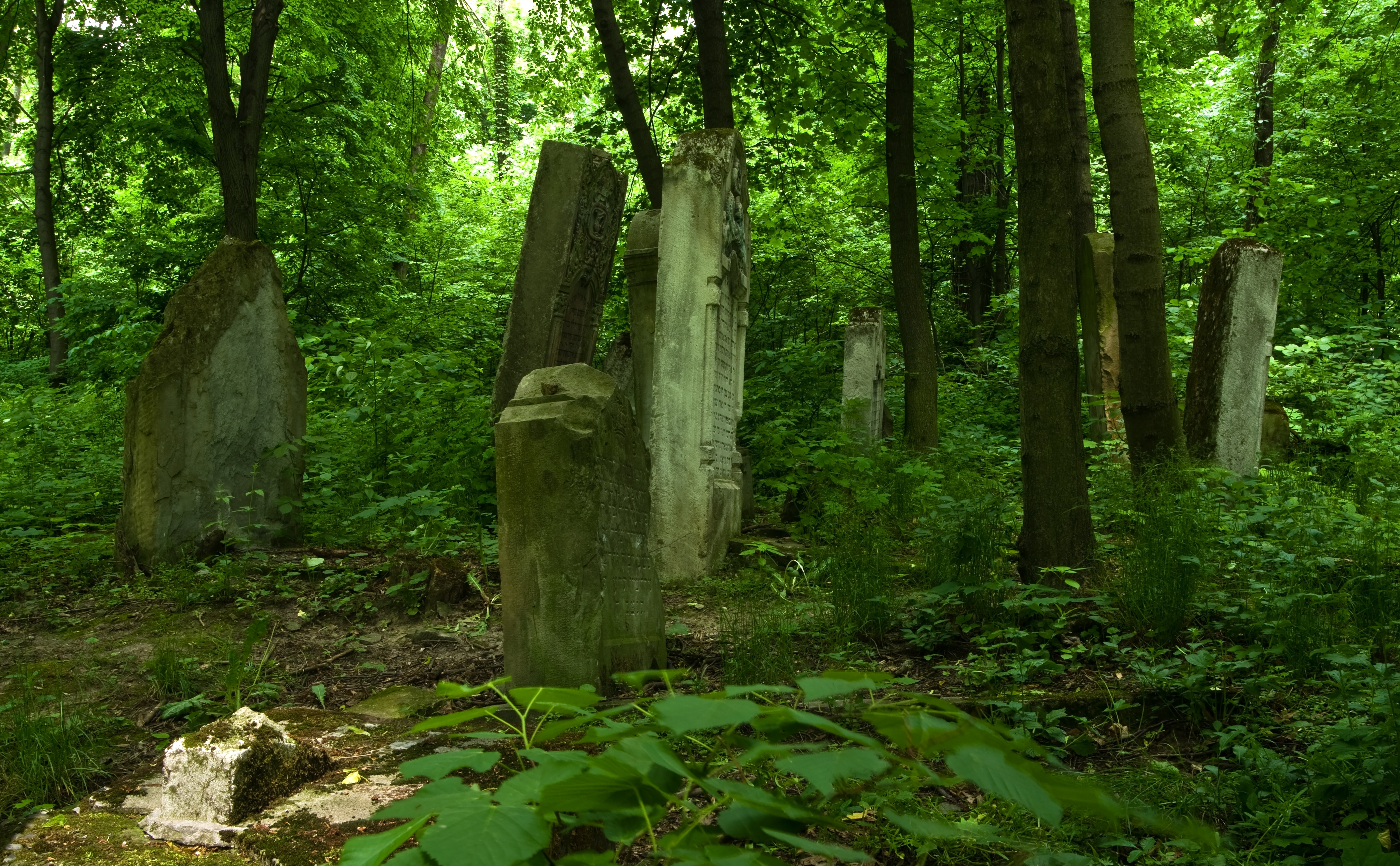
Jüdischer Friedhof in Jarosław

Der Jüdische Friedhof in Jarosław, einer polnischen Stadt im Powiat Jarosławski in der Woiwodschaft Karpatenvorland, wurde vermutlich im 18. Jahrhundert errichtet. Der jüdische Friedhof ist seit 1989 ein geschütztes Kulturdenkmal.
Der Friedhof wurde während des Zweiten Weltkriegs von den deutschen Besatzern verwüstet und viele Grabsteine wurden für Baumaßnahmen verwendet.
Auf dem circa 1,85 Hektar großen Friedhof sind heute nur noch wenige Grabsteine vorhanden.